# Чэнь Юаньдао
Чэнь Юаньдао (кит. 陈原道; 1902 — 10 апреля 1933) — китайский коммунист, революционер. Бывший член группы 28 большевиков. Выпускник московского Коммунистического университета трудящихся Китая имени Сунь Ятсена. 

## Биография
Чэнь Юаньдао родился в 1902 году в провинции Аньхой. По рекомендации коммуниста Юнь Дайина был принят в ряды Коммунистической партии Китая. Участвовал в антиимпериалистическом «движении тридцатого мая». Высшее образование получил в Москве в Коммунистическом университете трудящихся Китая имени Сунь Ятсена. Во время учебы вошел в состав Группы 28 большевиков. В 1929 году, после возвращения с учебы в  СССР, ему была поручена партийная работа в провинции Цзянсу.
В 1930 году был послан на партийную работу в провинцию Хэнань. В 1931 году был арестован и заключен в тюрьму Бэйпин в провинции Хэбэй. Освободиться ему помогли товарищи-коммунисты. В ноябре 1932 года Чэнь тайно отправился из Тяньцзиня в Шанхай, чтобы возглавить там рабочее движение. 7 января 1933 года в Шанхае прошел массовый марш протеста против безработицы. На разгон демонстрантов было отправлено много военных и полицейских. Были арестованы организаторы выступления, среди них — Ли Лапинь и Чэнь Юаньдао. Гоминьдановцы сразу же выпустили в Шанхайской газете «Таймс» сообщение об аресте «важных членов Коммунистической партии». Вскоре Чэнь был переведен в тюрьму жандармерии в город Нанкин, а на рассвете 10 апреля 1933 года Чэнь Юаньдао был казнен Гоминьданом.
Чэнь Юаньдао был одним из пионеров коммунистического движения в Китае. 22 января 1934 года Мао Цзэдун во вступительной речи на Втором съезде Китайской Советской Республики предложить почтить память погибших революционеров 3-хминутным молчанием.